# العقرب وفيليكس
العقرب وفيليكس (بالإنجليزية: Scorpion and Felix)‏، هي القصة الخيالية الكوميدية الوحيدة التي كتبها كارل ماركس كتبها في عام 1837 عندما كان يبلغ من العمر 19 عاما، فقد ظلت غير منشورة، كان من المرجح أن يكتب تحت تأثير حياة وآراء تريسترام شاندي، جنتليمان لورانس ستيرن 

## روابط خارجية
- Selection from the novel at Marxists Internet Archive